# Alina Komachtchouk
Alina Ivanivna Komachtchouk (en ukrainien, Аліна Іванівна Комащук), née le 24 avril 1993 à Netichyn, est une escrimeuse ukrainienne, membre de l'équipe d'Ukraine de sabre championne du monde aux Championnats du monde d'escrime 2013 et championne olympique aux Jeux olympiques d'été de 2024.

## Carrière
Komachtchouk remporte la médaille d'or en individuel, chez les juniors, aux championnats du monde 2013 de Poreč, Croatie. La même saison, elle est médaillée d'argent par équipes aux championnats d'Europe à Zagreb, échouant d'une touche face aux favorites Russes en finale. Aux championnats du monde de Budapest, l'équipe d'Ukraine, tête de série n°1, bat la Chine puis l'Italie et retrouvent la Russie en finale. Elles prennent leur revanche sur leurs adversaires, là aussi d'une seule touche, et s'adjugent la médaille d'or.
Aux Jeux olympiques d'été de 2024, elle remporte, avec l'équipe féminine de sabre ukrainienne, le titre olympique.

## Palmarès
- Jeux olympiques
  -  Médaille d'or par équipes lors des Jeux olympiques 2024 de Paris
  -  Médaille d'argent par équipes lors des Jeux olympiques 2016 de Rio de Janeiro

- Championnats du monde
  -  Médaille de bronze en individuel aux championnats du monde 2025 à Tbilissi
  -  Médaille d'argent par équipes aux championnats du monde 2015 à Moscou
  -  Médaille de bronze par équipes aux championnats du monde 2014 à Kazan
  -  Médaille d'or par équipes aux championnats du monde 2013 à Budapest

- Championnats d'Europe
  -  Médaille d'argent en individuel aux championnats d'Europe 2025 à Gênes
  -  Médaille d'argent par équipes aux championnats d'Europe 2018 à Novi Sad
  -  Médaille de bronze par équipes aux championnats d'Europe 2016 à Toruń
  -  Médaille de bronze par équipes aux championnats d'Europe 2015 à Montreux
  -  Médaille d'argent par équipes aux championnats d'Europe 2013 à Zagreb